# Sousedovice
Sousedovice (en allemand : Sousedowitz) est une commune du district de Strakonice, dans la région de Bohême-du-Sud, en République tchèque. Sa population s'élevait à 302 habitants en 2020.

## Géographie
Sousedovice se trouve à 5 km au sud-ouest du centre de Strakonice, à 53 km au nord-ouest de České Budějovice et à 103 km au sud-sud-ouest de Prague.
La commune est limitée par Drachkov, Pracejovice et Strakonice au nord, par Mutěnice, Radošovice et Přední Zborovice à l'est, par Libětice et Úlehle au sud et par Zahorčice et Kraselov à l'ouest.

## Histoire
La première mention écrite du village date de 1243.

## Administration
La commune se compose de deux quartiers :
- Smiradice
- Sousedovice

## Galerie

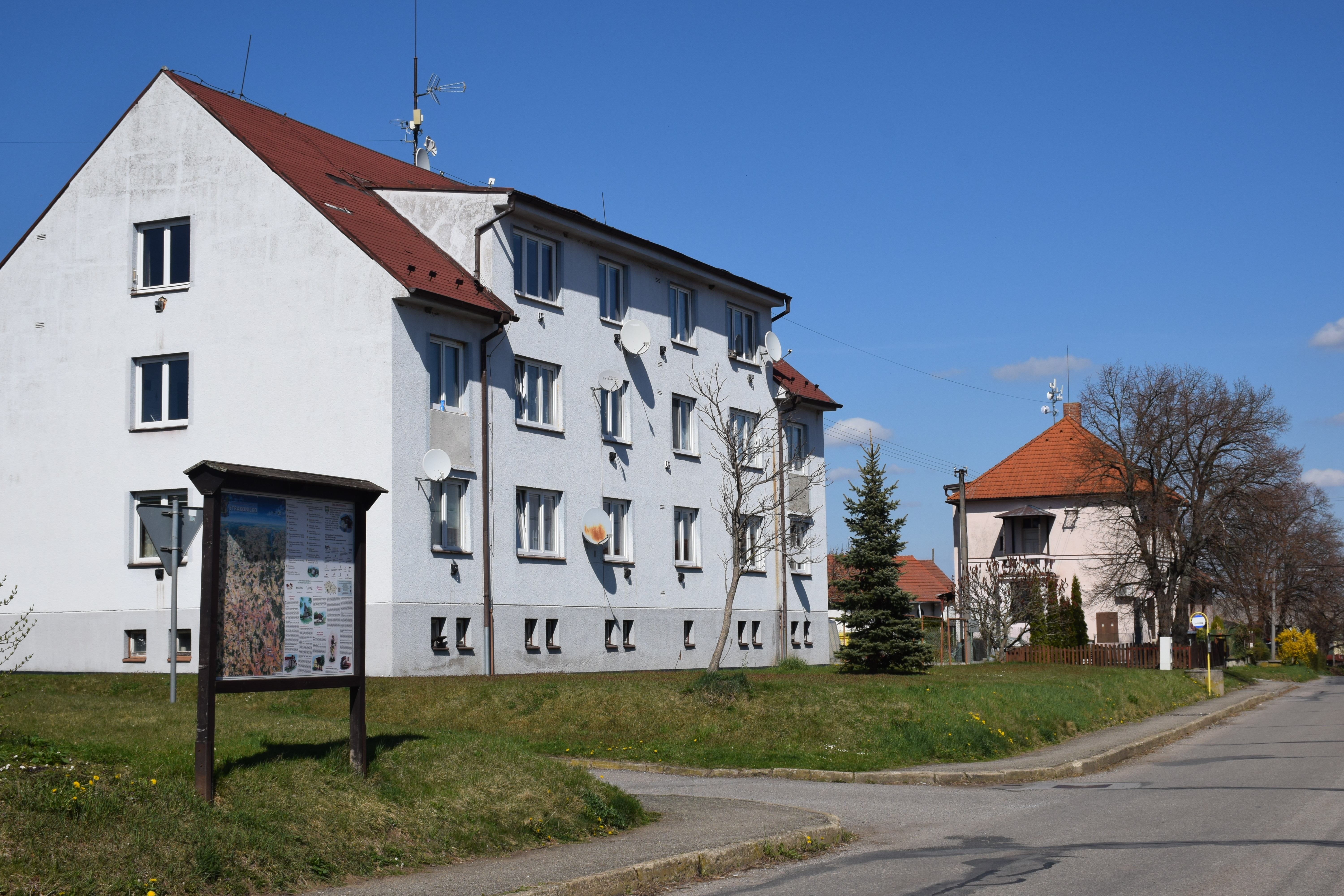
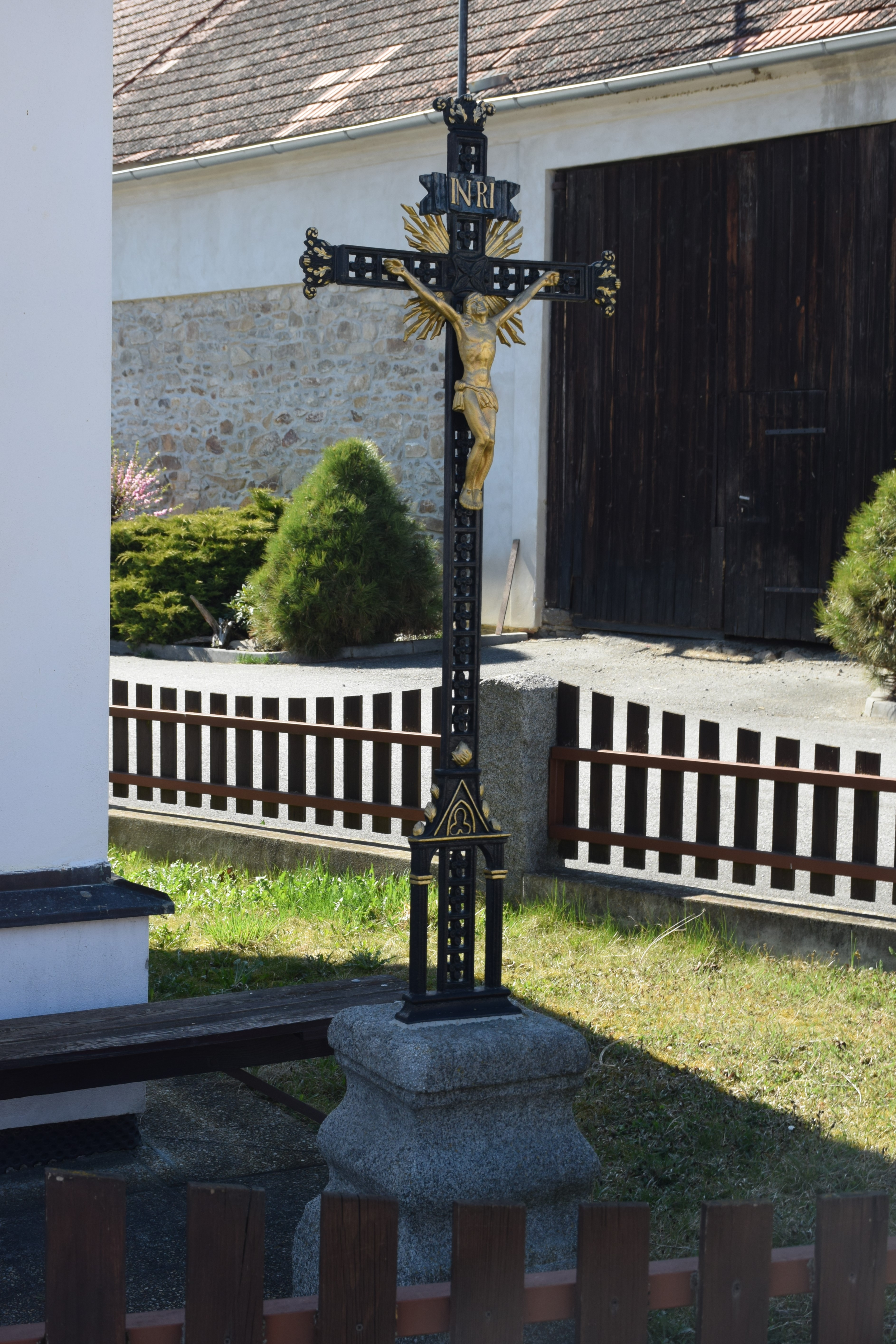
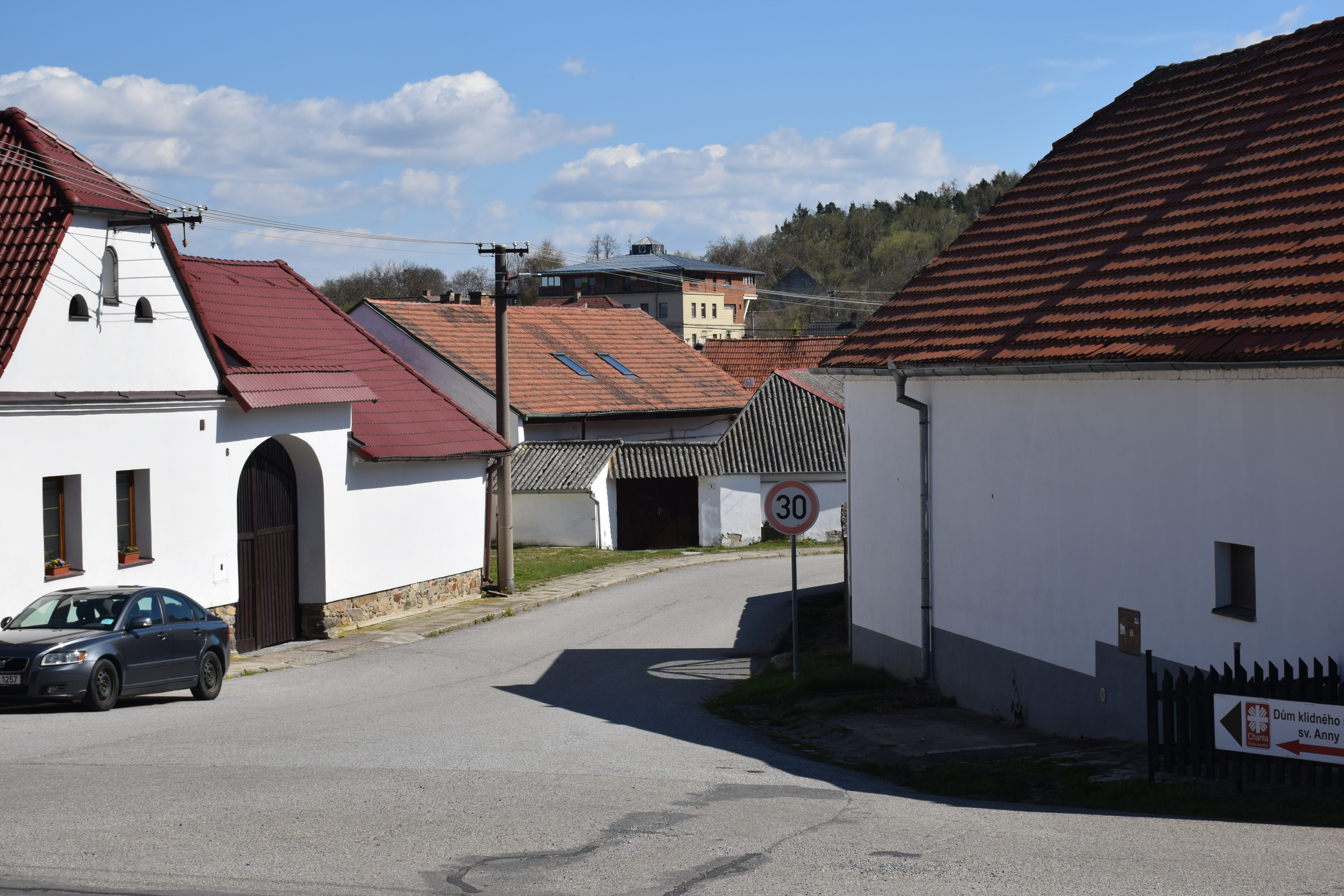